# Separate Ways
«Separate Ways» —  песня Элвиса Пресли. Он записал её 27 марта 1972 года. Как сингл песня вышла в ноябре 1972 года. На стороне Б была песня «Always on My Mind».
В США в 1973 году в журнале «Билборд» песня «Separate Ways» в исполнении Элвиса Пресли достигла 20 места в чарте Hot 100 (суммарный чарт синглов в разных жанрах поп-музыки, главный хит-парад этого журнала) и 16 места  в чарте синглов в жанре кантри (теперь Hot Country Songs). А в чарте Easy Listening (который теперь называется теперь Hot Adult Contemporary Tracks) она поднялась на 3 место.
В США сингл был по продажам сертифицирован золотым.